# Pantà de Ximelis
El Pantà de Ximelis o Pantà de Cemelis o de Camelis segons el document, és una zona humida a uns 4,5 km al nord-oest del nucli d'Alcarràs, tot i que administrativament està en terme municipal de Torres de Segre, població que es troba a l'altre marge del Segre. De fet aquesta acumulació artificial de l'aigua està formada per dues basses artificials: el pantà de Ximelis o Camelis pròpiament dit, i una segona bassa més petita i de forma aproximadament rectangular, situada al nord-est del pantà. Al voltant de les dues basses es desenvolupa una interessant vegetació pròpia de zones salobres, amb períodes d'inundació temporal.
El pantà, construït inicialment per al reg, rep aigua de la Séquia de Vilanova. Es veu sotmès a fortes oscil·lacions del nivell de l'aigua i arriba a assecar-se gairebé del tot, excepte a una petita zona del sector sud. Ocupa prop de 4,5 hectàrees de superfície. A data de 2014 sembla que ja no s'utilitza per a regar els camps adjacents.
La bassa, de menors dimensions i delimitada per una mota de terres, té forma rectangular i presenta un nivell d'inundació més constant.
Les dues basses presenten un “cinyell helofític” ample i ben format, constituït per canyissar -a la part més exterior- i bogar (amb Typha angustifolia), a la part més propera a la làmina d'aigua. En ambdós casos hi ha també abundants tamarius (Tamarix canariensis), formant una mena de bosc de ribera perimetral, discontinu. A més del matollar halòfil, amb Artemisia herba-alba (botja pudent) i Salsola vermiculata (siscall) com a espècies dominants, apareixen també jonqueres amb jonc boval (Scirpus holoschoenus).
Aquest espai destaca pel seu poblament animal. Acull espècies nidificants com l'arpellot de marjal (Circus aeruginosus), l'agró roig (Ardea purpurea), la fotja (Fulica atra), el martinet menut (Ixobrychus minutus), el cabussó emplomallat (Podiceps cristatus) i el cabusset (Tachybaptus ruficollis). També és una zona important durant les migracions i a l'hivern, en acollir grups nombrosos d'anàtids i limícoles.
La zona no experimenta alteracions significatives, però presenta alguns abocaments de runes (sector nord) i pot veure's afectada per processos d'eutrofització i de contaminació de les aigües (per productes fitosanitaris, etc.).